# سی. بی. فان نیل
کورنلیس برناردوس فان نیل (هلندی: Cornelis Bernardus van Niel؛ ۴ نوامبر ۱۸۹۷ – ۱۰ مارس ۱۹۸۵) یک دانشمند و متخصص میکروبیولوژی اهل پادشاهی هلند و ایالات متحده آمریکا بود.
او بود که مطالعهٔ میکروب‌شناسی عمومی را به ایالات متحده آمریکا آورد و کشفیات مهمی در زمینهٔ درک شیمیِ فتوسنتز انجام داد.
وی همچنین برندهٔ جوایزی همچون کمک‌هزینه گوگنهایم، نشان لیوونهوک، نشان ملی علوم، جایزهٔ چارلز کترینگ و جایزه رامفورد شده‌است.